# Ostende Centre d'Art
Ostende Centre d’Art was een vereniging van kunstenaars die het meer hoogstaande culturele leven in Oostende organiseerde vanuit het Casino-Kursaal in de jaren 1905-1908.

## Geschiedenis
Het artistiek-culturele evenementenpakket van het Casino-Kursaal in Oostende werd in de periode 1905-1908 uitgewerkt door "Ostende Centre d’Art". Het betrof lezingen, boekententoonstellingen, concerten, kunsttentoonstellingen. Edmond Picard en Géo Daveluy waren het tweespan dat alles organiseerde. De kunstsalons hadden hun eigen commissarissen : Robert Picard en Guillaume Van Strydonck, twee kunstschilders.

## Edmond Picard
Edmond Picard (Brussel, 15.12.1836-Dave sur Meuse, 19.2.1924) was wat men nu een “cultuurpaus” zou noemen. Hij was naast advocaat ook dichter, dramaturg en gezaghebbend publicist met een bijzondere interesse in de avantgardistische beeldende kunst van zijn tijd. Als jurist stichtte hij de "Journal des Tribunaux" en de "Pandectes belges".  Als kunstliefhebber stond hij samen met Octave Maus aan de wieg van het tijdschrift "L’Art moderne", als intellectueel stichtte hij in 1901 "La Libre Académie" bedoeld als tegenhanger voor de Koninklijke Academiën.
Als auteur schreef hij “Grelots progressistes” (1882), "Forge Roussel" (1884), "Le Juré" (1887), "El Magreb-al-Aksa" (1889), "Psuké" (1903).

## Tentoonstellingen
In 1905 begon het "Ostende Centre d’Art" in het Casino-Kursaal met de organisatie van zomerse kunstsalons. Het waren groepssalons van levende Belgische meesters en sporadisch ook buitenlanders. In 1894 en 1895 hadden een aantal mensen rond James Ensor al soortgelijke salons gebracht in Oostende (Cercle des Beaux-Arts d' Ostende), maar het initiatief was een stille dood gestorven.
In het Salon 1905, de "Exposition Nationale des Beaux-Arts", dat opende op zondag 16 juli, waren volgende kunstenaars met werk present: Firmin Baes, Beauck, Géo Bernier, Emile Bulcke, Franz Charlet, Guillaume Charlier, Emile Claus, Omer Coppens, Henry De Groux, Jean Delville, Godefroid Devreese, Omer Dierickx, James Ensor, Victor Gilsoul, Jean Gouweloos, Adrien Heymans, Henry Janlet, Fernand Khnopff, Jef Lambeaux, Eugène Laermans, Georges Lemmen, Paul Mathieu, Marie-Antoinete Marcotte, Alexandre Marcette, Charles Michel, Robert Picard, Herman Richir, Victor Rousseau, Léon Rotthier, Charles Samuel, Jan Stobbaerts, Ferdinand Schirren, Willy Schlobach, Frans Smeers, Eugène Smits, Jakob Smits, Henri Thomas, Jean-François Taelemans, Charles Vanderstappen, Jean Van den Eeckhoudt, Isidore Verheyden, Thomas Vinçotte, Alfred Verhaeren, Walter Vaes, Guillaume Van Strydonck, Isidore Verheyden, Charles Watelet, Philippe Wolfers,  Juliette Wytsman en Rodolphe Wytsman. Bovendien was er in het salon 1905 een hommage aan de overleden beeldhouwer Constantin Meunier geïntegreerd. De meerkleurige lithografische affiche bevat naast de namen van de deelnemers en de praktische mededelingen een tekening van Watelet : een sigaretrokende kunstenaar aan de schildersezel, gezeten voor de zee, met een elegante dame die over zijn schouder meekijkt. De kunstenaarsfiguur is overduidelijk een portret van James Ensor.
Er was een tombola gekoppeld aan het salon : met de inkomsten van de tombolabiljetten -die één frank kostten- werden kunstwerken gekocht om te verloten. Schilderijen van Juliette Wytsman, Charles Michel en Alexandre Marcette. Hij die de Wytsman won heeft op lange termijn een reuze-zaak gedaan.
In 1906 en 1907 zou "Ostende Centre d’Art" het concept herhalen, maar telkens begeleid door een luxueuze catalogus. Daarna blijkbaar niet meer. Het Kursaal opteerde later, en zeker tijdens het interbellum, voor meer commerciële zaalverhuur.

## Lezingen
De culturele inbreng in het kursaal – los van de muziek- bestond uit een jaarlijks kunstsalon en een reeks lezingen
De lezingen waren in het Frans en het puik van de Belgische Franstalige schrijvers en intelligentsia trad aan. Ze werden telkens op woensdag gehouden. 
Tot de sprekers behoorden Edmond Picard, Camille Lemonnier, Jules Destrée, Georges Eekhoud, Maurice des Ombiaux, de architect Hippolyte Fierens-Gevaert en Emile Verhaeren. De themas waren zeer uiteenlopend : kunst, maatschappijproblematiek, letterkunde, reizen... Sommige conferenciers illustreerden hun betoog met lichtbeeldprojectie, wat in die tijd relatief nieuw was.